# Kleine Müritz
Die Kleine Müritz ist die südliche Bucht der Müritz in der Mecklenburgischen Seenplatte Mecklenburg-Vorpommerns. Die Kleine Müritz ist relativ flach, Wasserfahrzeuge können nur im Fahrwasser verkehren. In der Kleinen Müritz befindet sich die Insel Burgwall.
Anlegestellen sind an der Kleinen Müritz in Rechlin am Müritz-Segelverein Rechlin e. V. und dem Yachthafen Rechlin. Von der Kleinen Müritz zweigt die Müritz-Havel-Wasserstraße nach Mirow ab. An dem äußersten Ende des Müritzarms südlich von Priborn mündet die Elde in die Kleine Müritz. 
Die Fläche des während der jüngsten Eiszeit, dem Weichsel-Glazial, gebildeten Sees beträgt 3 km². Die Nebengewässer sind der Mövensee, Sumpfsee, der Müritzarm im Süden (ein von der Elde durchflossener sehr schmaler Abschnitt des Sees) bei Priborn mit dem Müritzsee.